# Oostelijke Nederzetting

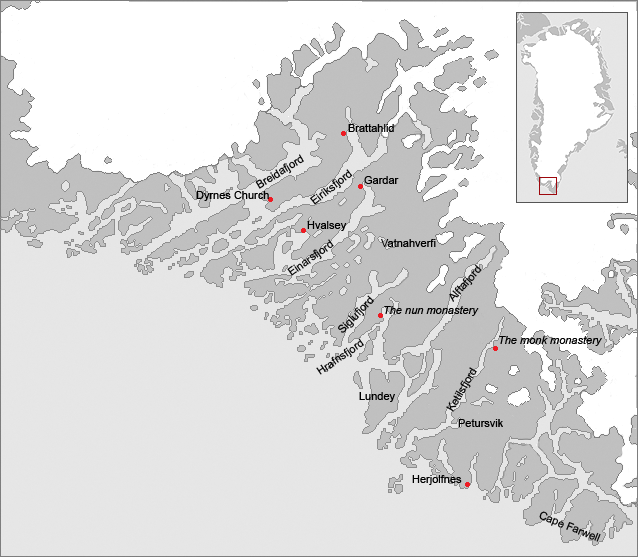
Kaart van de Oostelijke nederzetting der Noormannen in middeleeuws Groenland. Het gebied valt binnen de huidige gemeente Kujalleq. De bekende grote boerderijen en kerken en enkele waarschijnlijke aardrijkskundige namen zijn op de kaart weergegeven (deze zijn de Engelse spellingswijzen van de Noordse namen).

De Oostelijke Nederzetting (Oudnoords: Eystribygð; IJslands: Eystribyggð) was het grootste van de twee gebieden in Groenland die rond 985 werden gekoloniseerd door Noordse boeren uit IJsland.

## Ligging
Ondanks haar naam was de Oostelijke Nederzetting meer zuidelijk dan oostelijk van zijn gezel, de Westelijke Nederzetting, en evenals deze bevond zij zich aan de zuidwestelijke kust van Groenland aan het hoofd van lange fjorden: Eriksfjord, Igalikufjord/Einarsfjord, Sermilikfjord, om er een paar te noemen (zie de kaart).

## Geschiedenis
De nederzetters stonden onder leiding van Erik de Rode (Oudnoords: Eiríkr rauði). Deze verbleef drie jaar op Groenland toen hij van IJsland verbannen was; hierna keerde hij terug en leidde een expeditie van 25 schepen met vele opvarenden. Slechts 14 schepen kwamen aan. Vanuit zijn hof Brattahlíð leidde Erik de nederzettingen tot zijn dood in 1003.
Op haar hoogtepunt telde de Oostelijke Nederzetting ongeveer 4000 inwoners. In 1261 werd zij onderdeel van de Noorse kolonie Groenland. De laatste gekende geschreven bronnen die gewag maken van de Noordse inwoners van Groenland dateren uit 1408. Archeologische vondsten tonen echter aan dat de nederzetting nog tot de late 15e eeuw bewoond was en er tot dan op zijn minst sporadisch nog buitenlandse handelaars tot daar voeren. Vermoedelijk waren aan het einde van de 15e eeuw alle boerderijen verlaten, de redenen hiervoor zijn nog niet eenduidig verklaard (als speelde vermoedelijk onder meer klimaatverandering een rol). 
Er zijn nu nog bouwvallen van Noordse boerderijen en kerken over (zie Brattahlíð, Garðar en Hvalsey), vlak bij de stad Qaqortoq en kleine Inuitdorpen.